# شعب عطيف (يافع)
شعب عطيف هي إحدى قرى عزلة لبعوس بمديرية يافع التابعة لمحافظة لحج، بلغ تعداد سكانها 80 نسمة حسب تعداد اليمن لعام 2004.